# Tamasha (théâtre)
Pour les articles homonymes, voir Tamasha.

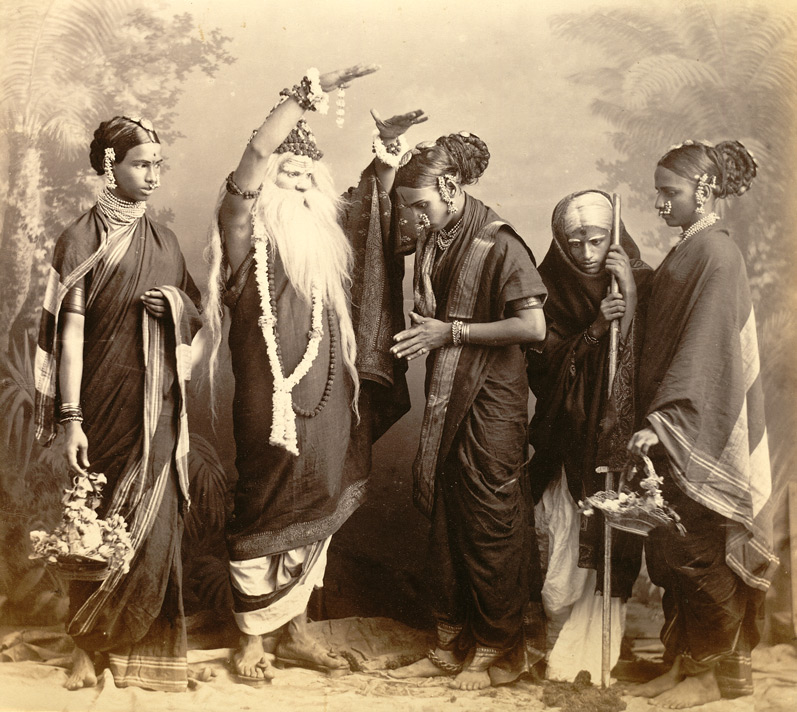
Troupe de théâtre marathie à Bombay, années 1870

Le tamasha est le théâtre traditionnel marathi, souvent accompagné de danses et de chants, fréquemment joué par des troupes locales ou itinérantes dans tout l'état du Maharashtra. Dans ses influences, on peut citer le ghazal, le kathak, le Dashavatara (en), le Lalit (raga) (en), le kirtan. La forme moderne du tamasha est le dholki bhaari et la plus ancienne, qui contient plus de danse et musique que d'histoire dramatique, le sangeet baari.

## Étymologie
Le mot vient du persan et signifie "spectacle". Il a conquis d'autres langues, comme l'arménien, où il est synonyme d'amusement.

## Histoire
Le tamash traditionnel comprend des danseurs, Nachya, qui jouent aussi les rôles féminins ; le Shahir, poète et compositeur et le Songadya pour incarner le rôle du bouffon. Au fil du temps, et notamment avec le dix-neuvième siècle, de même que le tamasha se mit à intégrer les femmes, son répertoire et ses thématiques s'élargirent, il commença à montrer des saynètes, connus sous le nom de vags (Patthe Bapurao (en) en écrivit qui furent populaires).
Avec l'industrie textile qui se développait à Bombay, l'exode rural emmena avec lui le tamasha, et beaucoup de compagnies y fleurirent, comme à Girgaon.
Beaucoup d'artistes pratiquant le tamasha sont des Kolhati (en), mais on trouve aussi des Mahars et des Mang (caste) (en), des classes basses. C'est aussi pourquoi le tamasha fut utilisé par des réformateurs religieux pour pourfendre le système de castes, et Satyashodhak Samaj (en), financé par Mahatma Jyotirao Phule, organisa des Satyashodhaki jalsa, des tamashas avec une visée politique réformatrice.
Après l'indépendance, il y a eu une césure entre le public urbain et rural, ce dernier continuant à aimer ce que le premier s'était mis à mépriser.

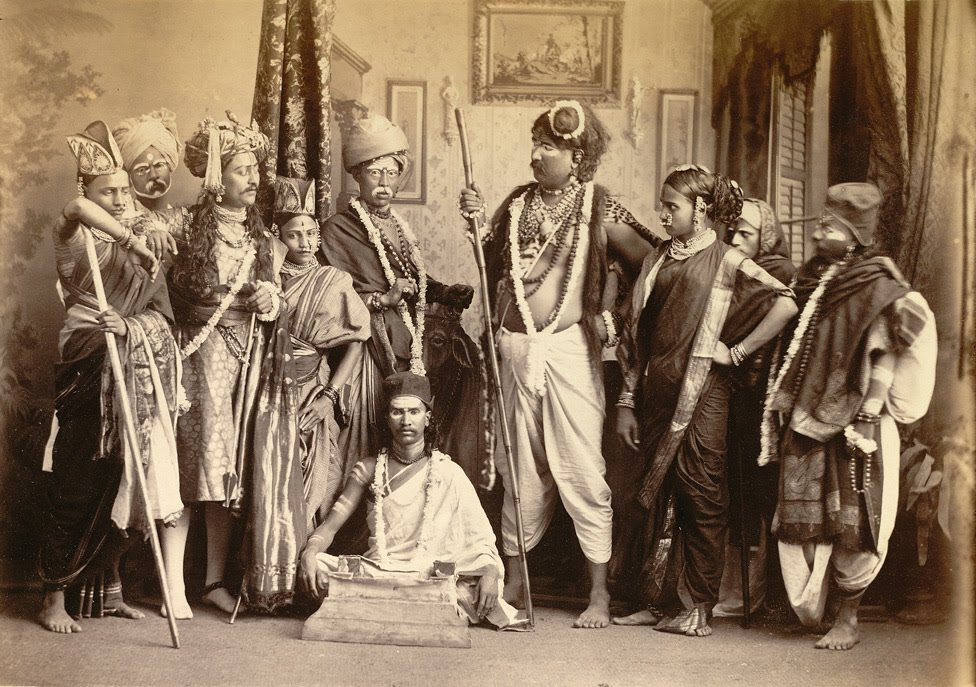
Troupe de théâtre marathie à Bombay, années 1870

## Influence
Beaucoup d'éléments du tamasha ont influencé Bollywood, de la danse au chant en passant par une certaine forme d'humour, et encore aujourd'hui, notamment pour les masalas et item numbers.
Dans le théâtre marathi moderne, on peut déceler une influence du tamasha dans Ghashiram Kotwal (en) de Vijay Tendulkar (en), ou dans les adaptations par Vijaya Mehta (en) de Bertolt Brecht (La Bonne Âme du Se-Tchouan, Le Cercle de craie caucasien), tout comme Purushottam Laxman Deshpande (en) (L'Opéra de quat'sous).

## Galerie

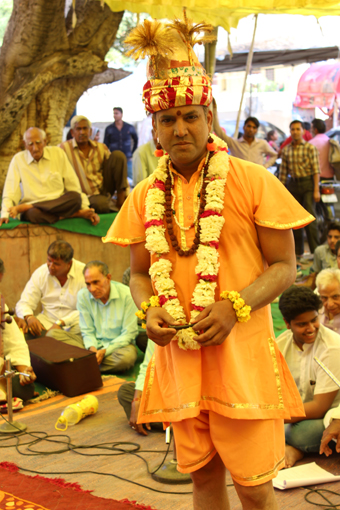
Tamasha contemporain à Jaipur
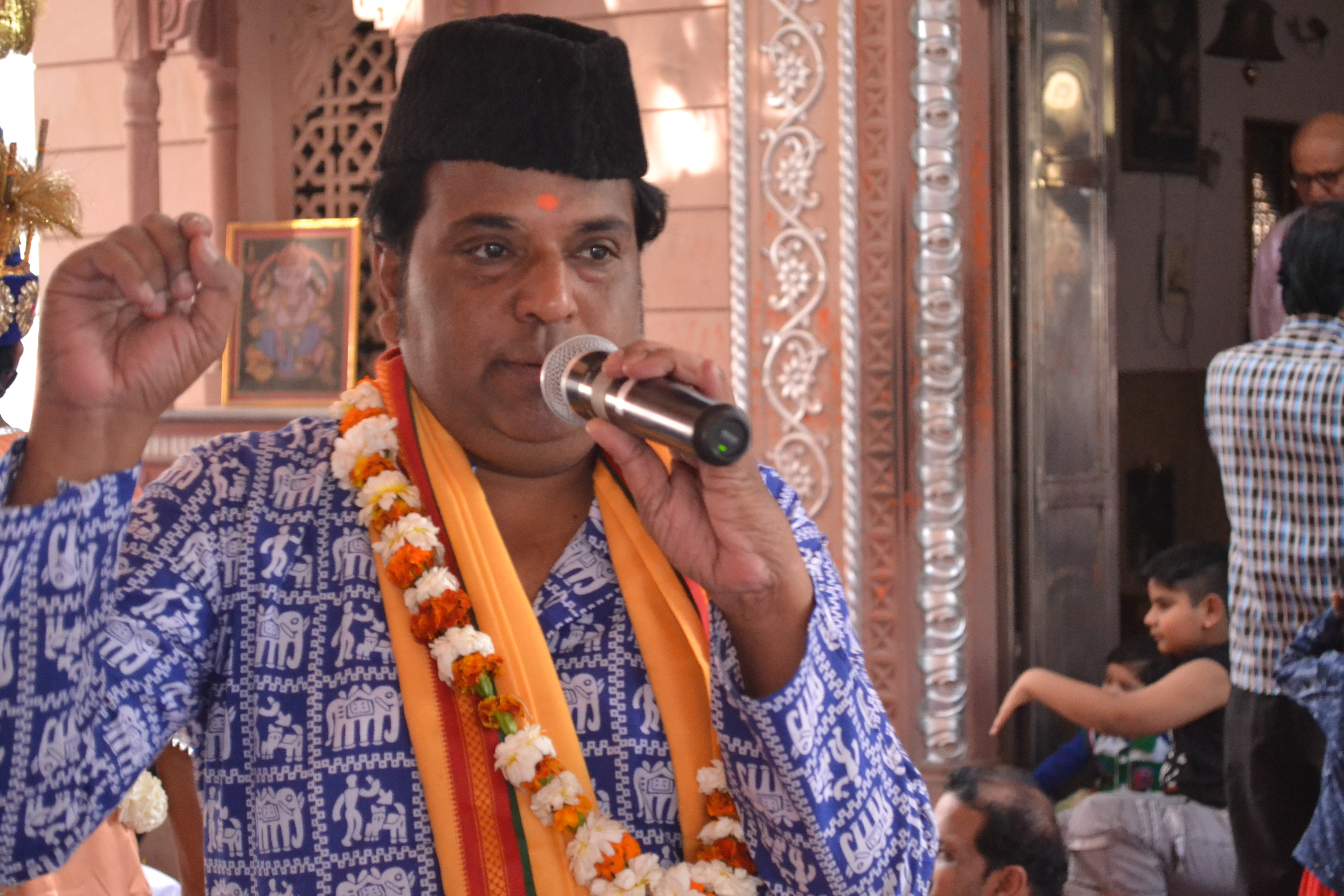
Tamasha contemporain à Jaipur
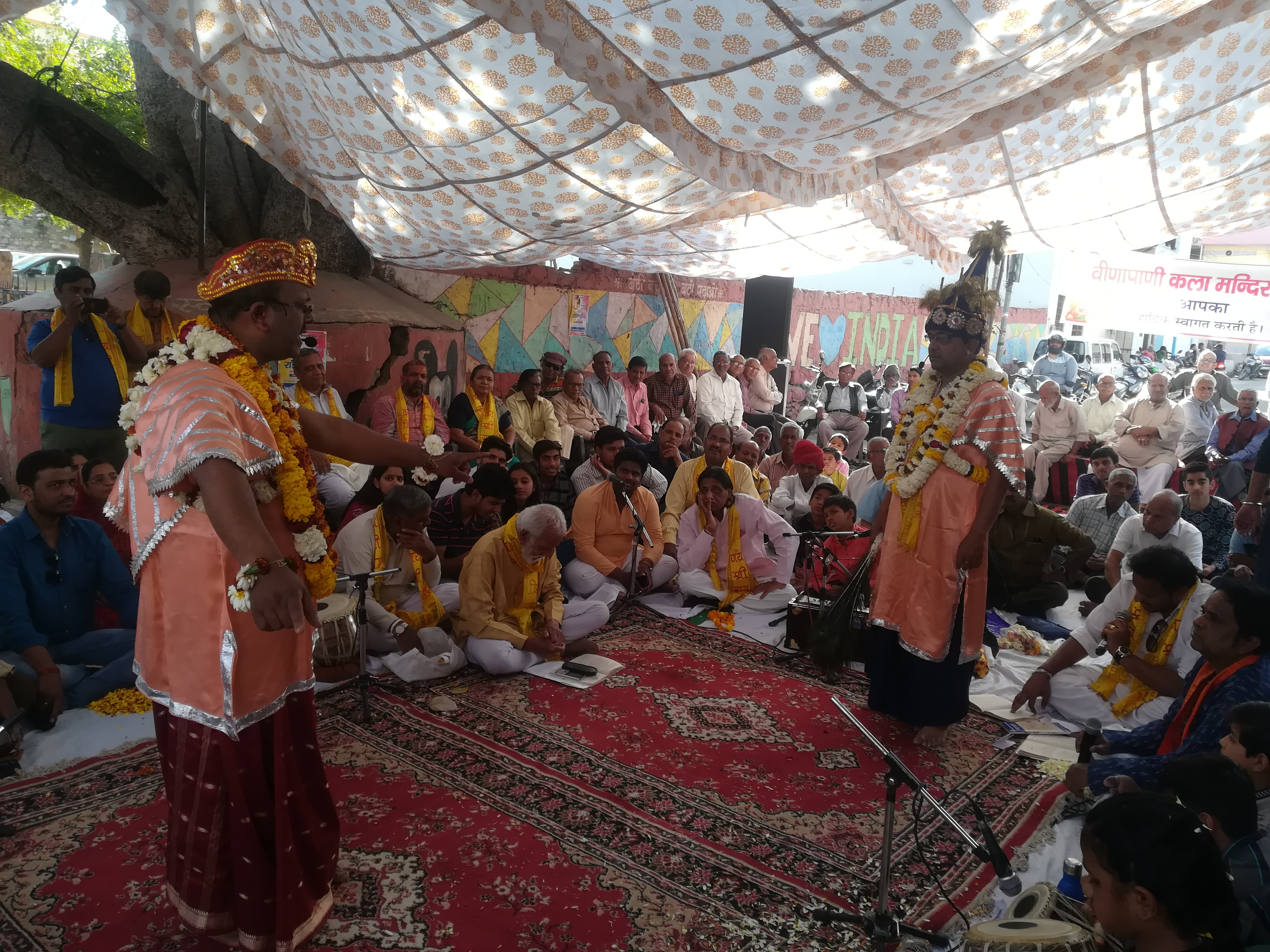
Tamasha contemporain à Jaipur
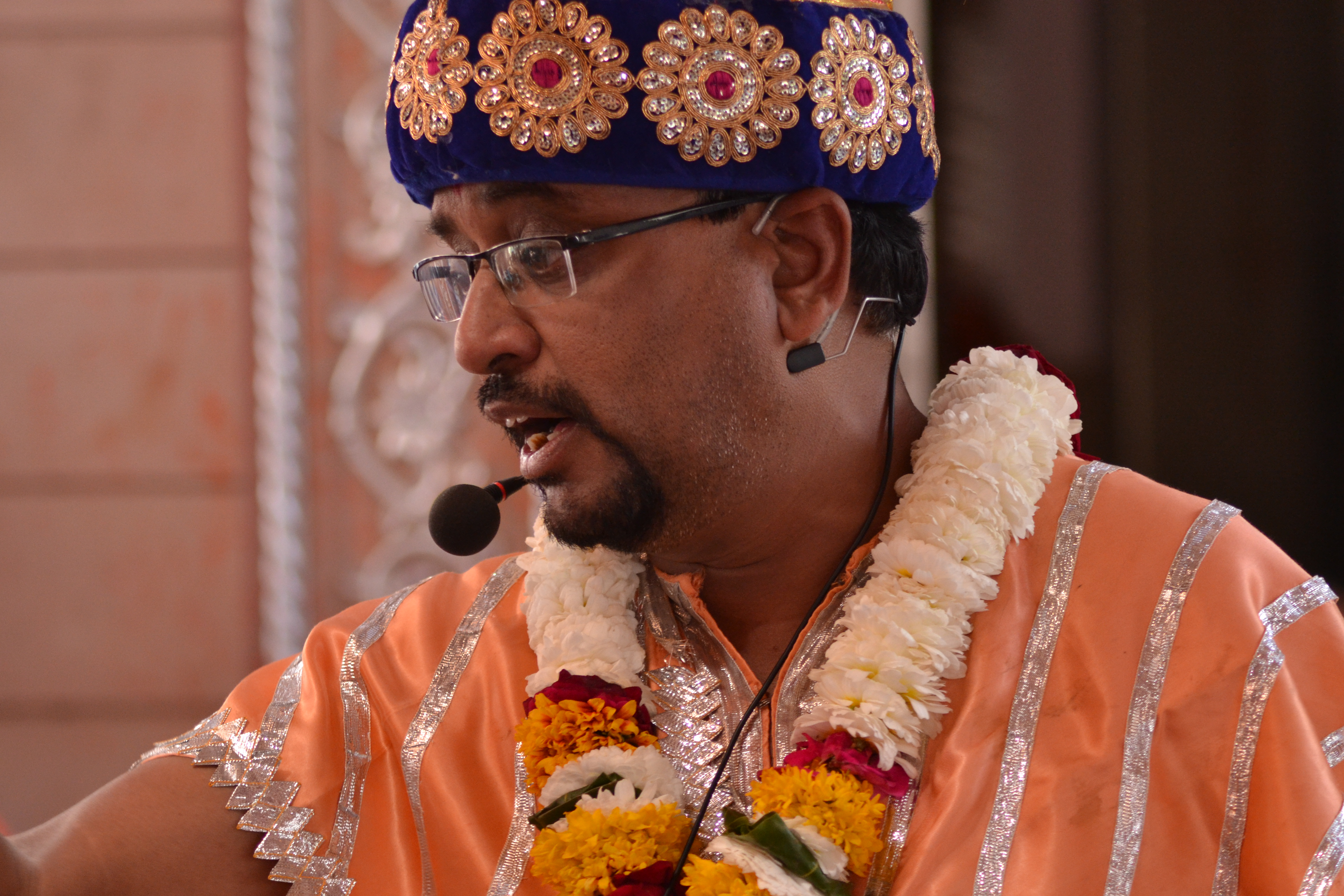
Tamasha contemporain à Jaipur
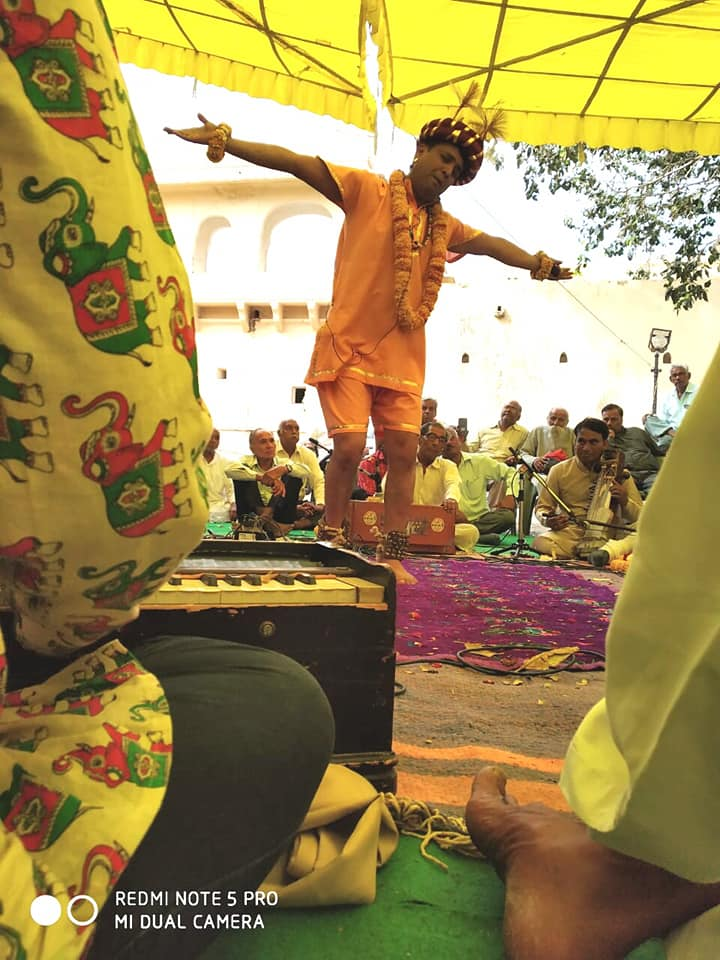
Tamasha contemporain à Jaipur